# Экнатх

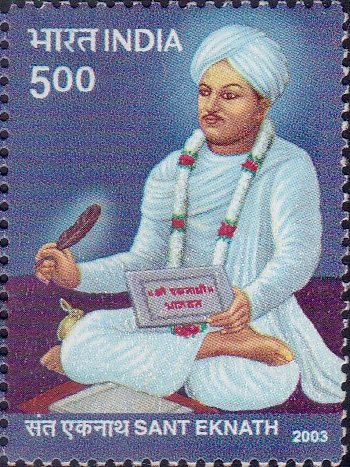
Индийская марка с изображением Экнатха.

Экнатх (1533—1599) — вайшнавский поэт и святой, принадлежавший к традиции варкари. Родился и провёл бо́льшую часть жизни в Пайтхане (Махараштра). Происходил из брахманского рода. 
Оставил после себя огромное наследие. Издал написанный ранее Днянешваром комментарий к «Бхагавад-гите»; записал биографии ранних сантов, перевёл с санскрита 2-ю скандху «Бхагавата-пураны» (получившую известность на языке маратхи как «Экнатхи-бхагавата»); написал поэму «Рукмини-сваямвара» (1571), в которой описал свадьбу Рукмини и Кришны. Другая поэма Экнатха, «Бхавартха-Рамаяна», осталась незаконченной и была завершена его учеником Гавабой. Написал множество песнопений, которые впоследствии были объединены в сборник «Экнатхигатха». Перу Экнатха также принадлежит большое количество драматических поэм с двойным смыслом — мирским и духовным. В этих поэмах выразителями идей бхакти выступают птицы, собаки, проститутки, неприкасаемые, нищие и прочие. Экнатх также писал философские произведения в стихах, тем самым популяризируя веданту. Кроме своего родного маратхи, свободно владел санскритом, aрабским, персидским, урду и хинди.